# Gian Piero Gasperini
Gian Piero Gasperini (född 26 januari 1958 i Grugliasco, Torino) är en italiensk fotbollstränare och före detta spelare. Han är nu tränare för Atalanta.

## Spelarkarriär
Gasperini började vid nio års ålder på Juventus ungdomsakademi. Under hans vistelse på akademien vann han turneringen Allievi Nazionali och var även med i Primavera-laget (spelare som Paolo Rossi och Sergio Brio spelade där samtidigt) som slutade tvåa bakom Lazio. Efter att ha spelat en handfull Coppa Italia-matcher med a-laget under säsongen 1977-1978 lånades han ut till Reggiana och blev sedan såld till den dåvarande Serie B-klubben Palermo. I Palermo och Serie B stannade han i 5 år. 1979 kom Palermo och Gasperini till final i Coppa Italia men förlorade finalen mot hans tidigare klubb Juventus.
Efter två säsonger med Cavese (Serie B) och Pistoiese (Serie C1), flyttade Gasperini till Pescara. Där fick han till slut chansen att få spela i Serie A efter att laget 1987 blivit uppflyttat från Serie B. Hans gjorde sin Serie A-debut i en hemmamatch mot Pisa där slutsiffrorna skrevs till 2-1 och inkluderade ett mål från Gasperini. År 1990 lämnade han Pescara för att ansluta sig till Salernitana. 1993, vid en ålder på 35, lade Gasperini skorna på hyllan efter två säsonger med Vis Pesaro.

## Tränarkarriär

### Juventus (ungdomslaget)
År 1994 anslöt sig Gasperini till Juventus akademi än en gång, denna gång med en tränarroll. Från början var han tränare för Giovanissimi-laget i två år, följt av två år med Allievi-laget. 1998 blev han huvudtränare för Primavera-laget.

### Crotone
Gasperini lämnade Juventus 2003 för att bli huvudtränare för Serie C1-laget Crotone. Han kunde enkelt leda laget till Serie B efter playoff-spel. Han stannade i Crotone i totalt tre säsonger. Han blev dock sparkad under säsongen 2004-2005, men blev snart anställd igen.

### Genoa
Gasperini blev 2006 huvudtränare för den ambitiösa klubben Genoa och ledde klubben till Serie A under hans första säsong med de rödblåa. Under säsongen 2008-2009 tog han Genoa till en femteplats i Serie A, den högsta placeringen för klubben på 19 år. I och med detta säkrade man en Europa League-plats och kunde locka till sig spelare som Diego Milito och Thiago Motta. Gasperini började nu matcha laget i en 3-4-3-formation och blev hyllad för den spektakulära fotboll som laget spelade. Dock skulle inte framgångarna vara för evigt hos Genoa. Efter en dåligt start på säsongen 2010-2011 med 11 poäng på 10 matcher blev Gasperini sparkad som tränare för Genoa. Detta trots populära nyförvärv som Luca Toni, Rafinha, Miguel Veloso och Kakha Kaladze.

### Inter
Den 24 juni 2011, bekräftade Massimo Moratti att Gasperini skulle ersätta Leonardo som huvudtränare för Inter. Han skulle dock bli kortvarig i Inter. Efter en svag försäsong och en poäng på de fem första matcherna i början på säsongen blev Gasperini avskedad efter knappt tre månader med klubben. Den största anledningen till att han blev sparkad var troligen för att han valde att spela med en trebackslinje, vilket inte president Moratti gillade.[källa behövs] Efter idel dåliga resultat rann bägaren över för Moratti.
Atalanta
Den 14 juni 2016 blev det officiellt att Gasperini skulle bli ny tränare för Atalanta.